# Tuscania Volley 2016-2017
Questa voce raccoglie le informazioni riguardanti la Tuscania Volley nelle competizioni ufficiali della stagione 2016-2017.

## Stagione
La stagione 2016-17 è per la Tuscania Volley, sponsorizzata dalla Maury's Italiana Assicurazioni, la terza consecutiva in Serie A2; come allenatore viene scelto Paolo Montagnani, mentre la rosa vede tre le conferme quelle di Lorenzo Calonico, Riccardo Mazzon, Dmitrij Shavrak e Giuseppe Ottaviani, gli arrivi di Andrea Marchisio, Pierlorenzo Buzzelli, Maciel de Souza e Nicola Sesto e le cessioni di Natale Monopoli, Milija Mrdak, Davide Esposito e Federico Bonami.
Il campionato si apre con tre vittorie consecutive mentre la prima sconfitta arriva alla quarta giornata in casa del Volley Potentino: nel resto del girone di andata la squadra di Tuscania ottiene solamente successi, eccetto una sola gara persa, all'ottava giornata contro la New Mater Volley, attestandosi al terzo posto in classifica e conquistando l'accesso alla Coppa Italia di categoria. Il girone di ritorno è caratterizzato dallo stesso identico percorso di quello di andata, quindi con le stesse vittorie e le stesse sconfitte, eccetto alla decima giornata quando viene fermata dal Volleyball Aversa: i laziali chiudono la regular season al terzo posto in classifica nel proprio girone, accedendo alla pool promozione. Nel girone di andata vincono le ultime due gare delle cinque disputate mentre in quello di ritorno ottengono una sola vittoria, alla settima giornata, contro la Marconi Volley Spoleto, chiudendo all'ottavo posto in classifica. Nei quarti di finale dei play-off promozione la Tuscania Volley viene sconfitta in due gare dalla New Mater Volley, venendo così eliminata dalla competizione.
Grazie al terzo posto al termine del girone di andata di regular season nel proprio girone della Serie A2 2016-17 la Tuscania Volley partecipa alla Coppa Italia di Serie A2; nei quarti di finale supera per 3-2 la Marconi Volley Spoleto, così come nella semifinale ha la meglio per 3-1 sul Junior Volley Civita Castellana. La finale è contro l'Emma Villas Volley: sarà la squadra di Siena ad aggiudicarsi il torneo, grazie al successo per 3-0.

## Organigramma societario
Area direttiva
- Presidente: Angelo Pieri
- Vicepresidente: Giuseppe Vittorangeli
- Segreteria: Cristina Pieri, Pasqualina Pierini

Area organizzatore
- Team manager: Paolo Guglielmana, Claudio Negrini
- Direttore sportivo: Alessandro Cappelli
- Responsabile palasport: Giocondo Genzini, Franco Piro

Area tecnica
- Allenatore: Paolo Montagnani
- Allenatore in seconda: Alfredo Martilotti
- Scout man: Francesco Barbanti
- Allenatore settore giovanile: Matteo Antonucci, Simone Rubini
- Responsabile settore giovanile: Marco Cipolloni, Stefania Nicoli

Area comunicazione
- Addetto stampa: Giancarlo Guerra, Patrick Lynch
- Web master: Giovanni Carletti
- Video e media: Mario Stendardi

Area marketing
- Responsabile marketing: Stefano Giacchetti

Area sanitaria
- Medico: Vincenzo Potestio
- Fisioterapista: Erika Beatriz Acevedo
- Osteopata: Domenico Potestio
- Nutrizionista: Davide Tosini

## Rosa
| N° | Nome                 | Ruolo | Data di nascita   | Nazionalità sportiva |
| -- | -------------------- | ----- | ----------------- | -------------------- |
| 1  | Pierlorenzo Buzzelli | S/O   | 21 luglio 1990    | Italia               |
| 2  | Andrè Talarico       | P     | 19 ottobre 1992   | Brasile              |
| 3  | Lorenzo Calonico     | C     | 28 settembre 1981 | Italia               |
| 4  | Andrea Marchisio     | L     | 6 novembre 1990   | Italia               |
| 5  | Nicola Sesto         | C     | 11 maggio 1987    | Italia               |
| 7  | Simone Vitangeli     | C     | 19 gennaio 1986   | Italia               |
| 8  | Giuseppe Ottaviani   | S     | 12 dicembre 1991  | Italia               |
| 9  | Riccardo Pinelli     | P     | 17 febbraio 1991  | Italia               |
| 10 | Riccardo Mazzon      | S     | 31 gennaio 1996   | Italia               |
| 11 | Emanuele Bondini     | S/O   | 9 ottobre 1989    | Italia               |
| 12 | Maciel de Souza      | S/O   | 19 aprile 1988    | Brasile              |
| 13 | Dmitrij Shavrak      | S     | 7 ottobre 1991    | Ucraina              |
| 14 | Luca Sartori         | P     | 12 febbraio 2001  | Italia               |
| 14 | Lorenzo Dellepiaggi  | P     | 27 gennaio 1998   | Italia               |
| 15 | Simone Pieri         | L     | 25 agosto 1996    | Italia               |

## Mercato
| Acquisti | Acquisti             | Acquisti          | Acquisti   |
| R.       | Nome                 | da                | Modalità   |
| -------- | -------------------- | ----------------- | ---------- |
| S/O      | Emanuele Bondini     | Civita Castellana | definitivo |
| S/O      | Pierlorenzo Buzzelli | Argos             | definitivo |
| S/O      | Maciel de Souza      | České Budějovice  | definitivo |
| L        | Andrea Marchisio     | Emma Villas       | definitivo |
| P        | Riccardo Pinelli     | Callipo           | definitivo |
| C        | Nicola Sesto         | Impavida Ortona   | definitivo |
| P        | Andrè Talarico       | ?                 | definitivo |

| Cessioni | Cessioni         | Cessioni          | Cessioni   |
| R.       | Nome             | a                 | Modalità   |
| -------- | ---------------- | ----------------- | ---------- |
| S/O      | Cristian Anselmi | Maglianese Volley | definitivo |
| L        | Federico Bonami  | Lupi Santa Croce  | definitivo |
| C        | Davide Esposito  | Atlantide Brescia | definitivo |
| P        | Andrea Hueller   | Invicta           | definitivo |
| P        | Natale Monopoli  | Marconi           | definitivo |
| S/O      | Milija Mrdak     | Foinikas Syro     | definitivo |
| L        | Simone Straino   | ?                 | definitivo |

## Risultati

### Serie A2

#### Regular season

##### Girone di andata
| 1ª giornata - 9 ottobre 2016 PalaMalè, Viterbo                  | Tuscania    | 3 - 2 | Aversa              | 21-25, 25-20, 27-25, 21-25, 15-13 |
| 2ª giornata - 15 ottobre 2016 Palazzetto dello Sport, Roma      | Club Italia | 1 - 3 | Tuscania            | 33-31, 14-25, 14-25, 17-25        |
| 3ª giornata - 23 ottobre 2016 PalaMalè, Viterbo                 | Tuscania    | 3 - 2 | Rinascita Lagonegro | 26-24, 27-29, 25-23, 21-25, 15-11 |
| 4ª giornata - 30 ottobre 2016 PalaCivitanova, Civitanova Marche | Potentino   | 3 - 1 | Tuscania            | 22-25, 25-20, 26-24, 25-19        |
| 5ª giornata - 6 novembre 2016 Palazzetto dello Sport, Tricase   | Alessano    | 0 - 3 | Tuscania            | 22-25, 20-25, 19-25               |
| 6ª giornata - 13 novembre 2016 PalaMalè, Viterbo                | Tuscania    | 3 - 1 | Emma Villas         | 25-17, 23-25, 25-22, 25-21        |
| 7ª giornata - 20 novembre 2016 PalaMalè, Viterbo                | Tuscania    | 3 - 2 | Lupi Santa Croce    | 24-26, 25-20, 25-21, 28-30, 15-8  |
| 8ª giornata - 27 novembre 2016 PalaGrotte, Castellana Grotte    | New Mater   | 3 - 2 | Tuscania            | 25-27, 25-22, 24-26, 25-23, 15-11 |
| 9ª giornata - 4 dicembre 2016 PalaMalè, Viterbo                 | Tuscania    | 3 - 0 | Impavida Ortona     | 25-15, 25-19, 25-20               |

##### Girone di ritorno
| 10ª giornata - 8 dicembre 2016 PalaJacazzi, Aversa                | Aversa              | 3 - 2 | Tuscania    | 23-25, 25-23, 25-19, 20-25, 15-10 |
| 11ª giornata - 11 dicembre 2016 PalaMalè, Viterbo                 | Tuscania            | 3 - 0 | Club Italia | 25-21, 25-13, 28-26               |
| 12ª giornata - 18 dicembre 2016 PalaAlberti, Lauria               | Rinascita Lagonegro | 0 - 3 | Tuscania    | 17-25, 26-28, 22-25               |
| 13ª giornata - 26 dicembre 2016 PalaMalè, Viterbo                 | Tuscania            | 0 - 3 | Potentino   | 23-25, 22-25, 15-25               |
| 14ª giornata - 5 gennaio 2017 PalaMalè, Viterbo                   | Tuscania            | 3 - 1 | Alessano    | 25-21, 25-19, 19-25, 28-26        |
| 15ª giornata - 8 gennaio 2017 PalaEstra, Siena                    | Emma Villas         | 2 - 3 | Tuscania    | 21-25, 25-21, 26-28, 25-20, 14-16 |
| 16ª giornata - 15 gennaio 2017 PalaParenti, Santa Croce sull'Arno | Lupi Santa Croce    | 1 - 3 | Tuscania    | 25-23, 20-25, 23-25, 23-25        |
| 17ª giornata - 21 gennaio 2017 PalaMalè, Viterbo                  | Tuscania            | 0 - 3 | New Mater   | 22-25, 19-25, 17-25               |
| 18ª giornata - 4 febbraio 2017 Palasport Comunale, Ortona         | Impavida Ortona     | 2 - 3 | Tuscania    | 25-18, 23-25, 27-25, 12-25, 12-15 |

#### Pool promozione

##### Girone di andata
| 1ª giornata - 12 febbraio 2017 PalaMalè, Viterbo                     | Tuscania          | 1 - 3 | Olimpia Bergamo | 16-25, 25-22, 19-25, 19-25        |
| 2ª giornata - 15 febbraio 2017 PalaRota, Spoleto                     | Marconi           | 3 - 0 | Tuscania        | 25-23, 25-23, 25-23               |
| 3ª giornata - 19 febbraio 2017 PalaMalè, Viterbo                     | Tuscania          | 0 - 3 | Tricolore       | 23-25, 21-25, 18-25               |
| 4ª giornata - 22 febbraio 2017 Palazzetto dello Sport, Montefiascone | Civita Castellana | 1 - 3 | Tuscania        | 25-23, 28-30, 19-25, 22-25        |
| 5ª giornata - 25 febbraio 2017 PalaMalè, Viterbo                     | Tuscania          | 3 - 2 | Mondovì         | 36-34, 25-16, 27-29, 14-25, 15-10 |

##### Girone di ritorno
| 6ª giornata - 5 marzo 2017 PalaNorda, Bergamo       | Olimpia Bergamo | 3 - 0 | Tuscania          | 25-18, 25-18, 25-22        |
| 7ª giornata - 8 marzo 2017 PalaMalè, Viterbo        | Tuscania        | 3 - 0 | Marconi           | 25-23, 25-21, 26-24        |
| 8ª giornata - 11 marzo 2017 PalaBigi, Reggio Emilia | Tricolore       | 3 - 0 | Tuscania          | 25-23, 25-19, 25-20        |
| 9ª giornata - 15 marzo 2017 PalaMalè, Viterbo       | Tuscania        | 1 - 3 | Civita Castellana | 23-25, 22-25, 25-22, 22-25 |
| 10ª giornata - 19 marzo 2017 PalaManera, Mondovì    | Mondovì         | 3 - 1 | Tuscania          | 20-25, 25-19, 25-20, 25-19 |

#### Play-off promozione
| Quarti di finale (gara 1) - 26 marzo 2017 PalaGrotte, Castellana Grotte | New Mater | 3 - 1 | Tuscania  | 28-26, 25-22, 22-25, 25-17 |
| Quarti di finale (gara 2) - 1º aprile 2017 PalaMalè, Viterbo            | Tuscania  | 1 - 3 | New Mater | 25-19, 19-25, 18-25, 21-25 |

### Coppa Italia di Serie A2

#### Fase a eliminazione diretta
| Quarti di finale - 15 dicembre 2016 PalaRota, Spoleto      | Marconi     | 2 - 3 | Tuscania          | 18-25, 25-22, 25-23, 23-25, 10-15 |
| Semifinali - 29 dicembre 2016 PalaMalè, Viterbo            | Tuscania    | 3 - 1 | Civita Castellana | 27-25, 25-21, 23-25, 25-17        |
| Finale - 29 gennaio 2017 Unipol Arena, Casalecchio di Reno | Emma Villas | 3 - 0 | Tuscania          | 25-19, 25-15, 25-22               |

## Statistiche

### Statistiche di squadra
| Competizione             | Punti | In casa | In casa | In casa | In trasferta | In trasferta | In trasferta | Totale | Totale | Totale |
| Competizione             | Punti | G       | V       | P       | G            | V            | P            | G      | V      | P      |
| ------------------------ | ----- | ------- | ------- | ------- | ------------ | ------------ | ------------ | ------ | ------ | ------ |
| Serie A2                 | 22    | 15      | 9       | 6       | 15           | 6            | 9            | 30     | 15     | 15     |
| Coppa Italia di Serie A2 | -     | 1       | 1       | 0       | 1            | 1            | 0            | 3      | 2      | 1      |
| Totale                   | -     | 16      | 10      | 6       | 16           | 7            | 9            | 33     | 17     | 16     |

G = partite giocate; V = partite vinte; P = partite perse

### Statistiche dei giocatori
| Giocatore      | Serie A2 | Serie A2 | Serie A2 | Serie A2 | Serie A2 | Coppa Italia di Serie A2 | Coppa Italia di Serie A2 | Coppa Italia di Serie A2 | Coppa Italia di Serie A2 | Coppa Italia di Serie A2 | Totale | Totale | Totale | Totale | Totale |
| Giocatore      | P        | PT       | AV       | MV       | BV       | P                        | PT                       | AV                       | MV                       | BV                       | P      | PT     | AV     | MV     | BV     |
| -------------- | -------- | -------- | -------- | -------- | -------- | ------------------------ | ------------------------ | ------------------------ | ------------------------ | ------------------------ | ------ | ------ | ------ | ------ | ------ |
| E. Bondini     | 23       | 9        | 6        | 2        | 1        | 3                        | 1                        | 0                        | 1                        | 0                        | 26     | 10     | 6      | 3      | 1      |
| P. Buzzelli    | 28       | 106      | 84       | 8        | 14       | 3                        | 6                        | 4                        | 1                        | 1                        | 31     | 112    | 88     | 9      | 15     |
| L. Calonico    | 29       | 205      | 134      | 52       | 21       | 3                        | 17                       | 12                       | 5                        | 0                        | 32     | 122    | 146    | 55     | 21     |
| M. de Souza    | 30       | 478      | 423      | 42       | 13       | 3                        | 62                       | 11                       | 6                        | 1                        | 33     | 540    | 478    | 48     | 14     |
| L. Dellepiaggi | 3        | 0        | 0        | 0        | 0        | 0                        | 0                        | 0                        | 0                        | 0                        | 3      | 0      | 0      | 0      | 0      |
| A. Marchisio   | 30       | 0        | 0        | 0        | 0        | 3                        | 0                        | 0                        | 0                        | 0                        | 33     | 0      | 0      | 0      | 0      |
| R. Mazzon      | 28       | 111      | 91       | 11       | 9        | 3                        | 3                        | 3                        | 0                        | 0                        | 31     | 114    | 94     | 11     | 9      |
| G. Ottaviani   | 30       | 274      | 207      | 25       | 42       | 3                        | 27                       | 16                       | 4                        | 7                        | 33     | 301    | 223    | 29     | 49     |
| S. Pieri       | 3        | 0        | 0        | 0        | 0        | 0                        | 0                        | 0                        | 0                        | 0                        | 3      | 0      | 0      | 0      | 0      |
| R. Pinelli     | 17       | 31       | 8        | 12       | 11       | 2                        | 4                        | 0                        | 0                        | 4                        | 19     | 35     | 8      | 12     | 15     |
| L. Sartori     | 2        | 0        | 0        | 0        | 0        | -                        | -                        | -                        | -                        | -                        | 2      | 0      | 0      | 0      | 0      |
| N. Sesto       | 29       | 232      | 148      | 76       | 8        | 3                        | 22                       | 14                       | 7                        | 1                        | 32     | 254    | 162    | 83     | 9      |
| D. Shavrak     | 30       | 401      | 353      | 21       | 27       | 3                        | 50                       | 44                       | 3                        | 3                        | 33     | 451    | 397    | 24     | 30     |
| A. Talarico    | 14       | 36       | 24       | 7        | 5        | 1                        | 1                        | 1                        | 0                        | 0                        | 15     | 37     | 25     | 7      | 5      |
| S. Vitangeli   | 10       | 22       | 11       | 8        | 3        | 1                        | 0                        | 0                        | 0                        | 0                        | 11     | 22     | 11     | 8      | 3      |

P = presenze; PT = punti totali; AV = attacchi vincenti; MV = muri vincenti; BV = battute vincenti